# Ratchaburi (província)
Ratchaburi é uma província da Tailândia. Sua capital é a cidade de Ratchaburi.